# STS-29
STS-29 — космічний політ БТКК «Діскавері» за програмою «Спейс Шаттл» (28-й політ програми, 8-й політ для «Діскавері» і третій політ шатла після загибелі «Челленджера»). Основною метою місії STS-29 було запуск американського комунікаційного супутника передачі даних TDRS-4.

## Екіпаж
- (НАСА): Майкл Коутс (2)[2] — командир;
- (НАСА): Джон Блаха (англ. John E. Blaha) (1) — пілот;

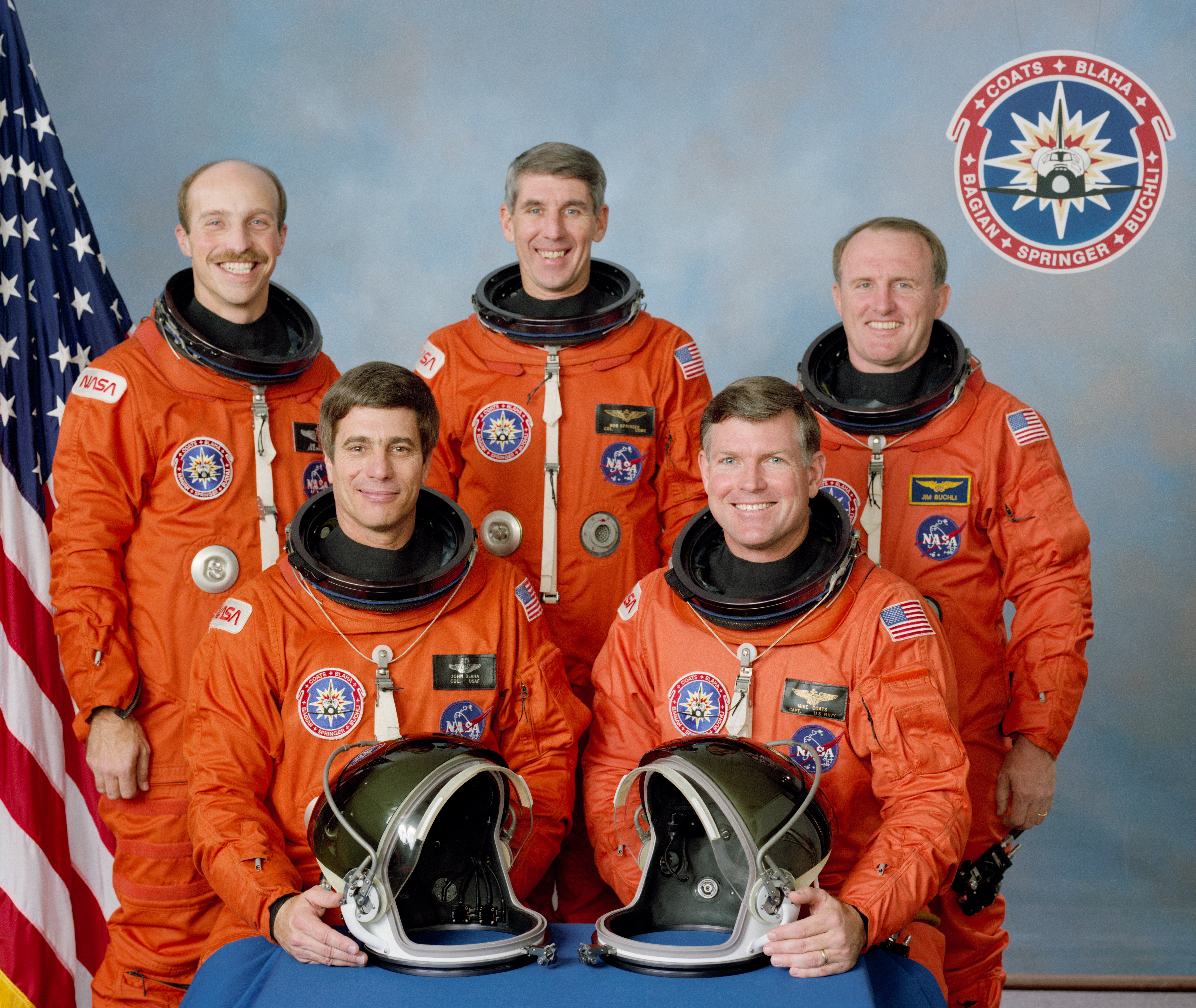
Екіпаж STS-29 (зліва-направо): Дж. Бейгіан, Дж. Блаха, Р. Спрінгер, М. Коутс і Дж. Баклі

- (НАСА): Джеймс Бейгіан (англ. James P. Bagian) (1) — фахівець з програмою польоту − 1;
- (НАСА): Джеймс Баклі (3) — фахівець з програмою польоту − 2;
- (НАСА): Роберт Спрінгер (1) — фахівець з програмою польоту − 3.

Екіпаж STS-29 практично повністю збігається зі складом експедиції 61-H. Однак, 17 березня 1988, коли НАСА оголосило екіпаж, замість Анни Фішер  спеціалістом з програмою польоту − 1 був призначений Джеймс Бейгіан.

## Емблема
На емблемі STS-29 була вперше зроблена спроба зробити тривимірність зображення (складена стрічка окантовки). Стилізоване зображення роботи двигунів системи орбітального маневрування (OMS, від англ. Orbital Maneuvering System) символізує один з найбільш динамічних моментів польоту шаттла і підкреслює рішучість продовжувати передові космічні дослідження. Сім зірок, що розділяють імена членів екіпажу STS-29 на окантовці, символізують сімох загиблих астронавтів «Челленджера».

## Галерея

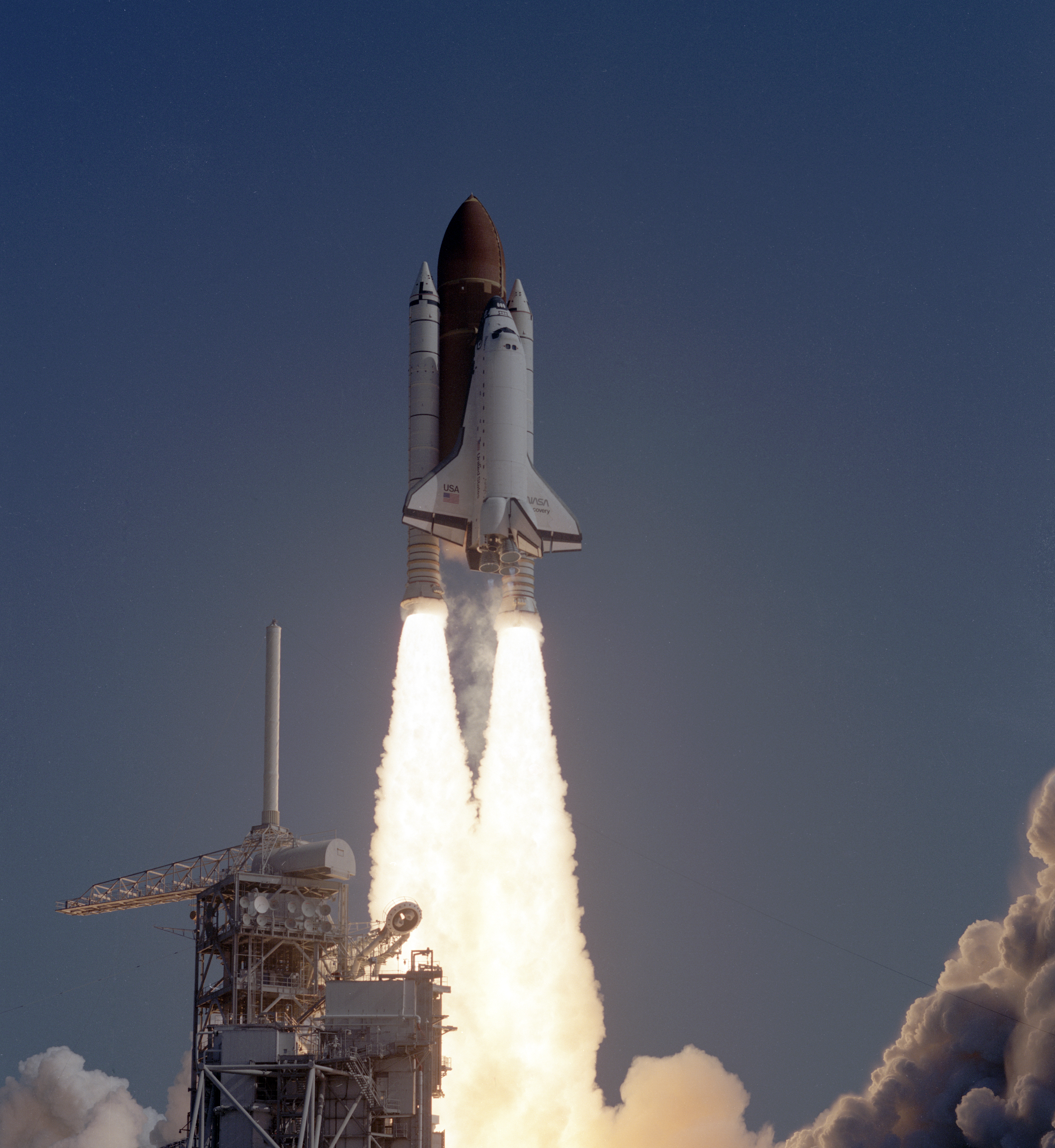
Зліт «STS-29».
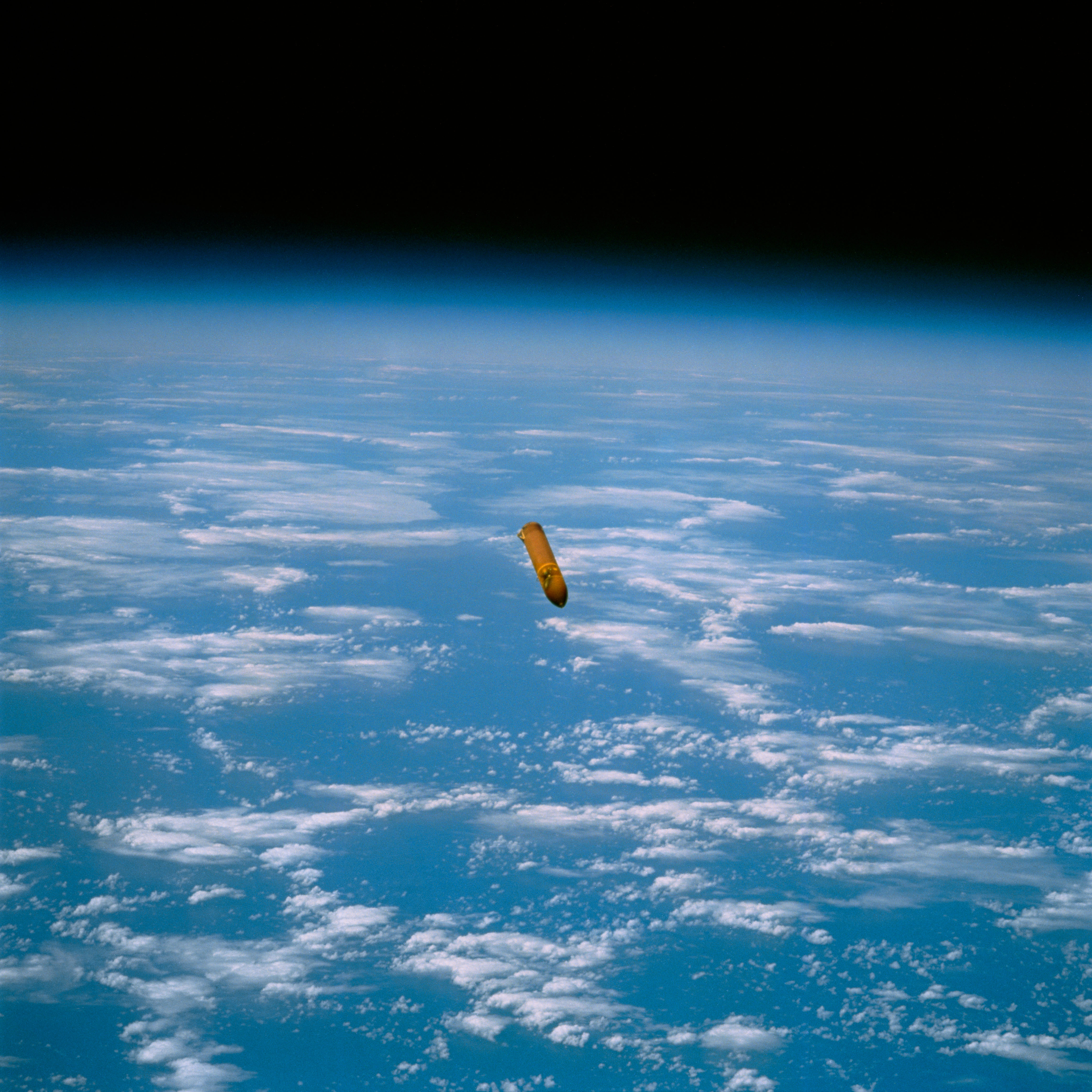
Зовнішній паливний бак після відділення.
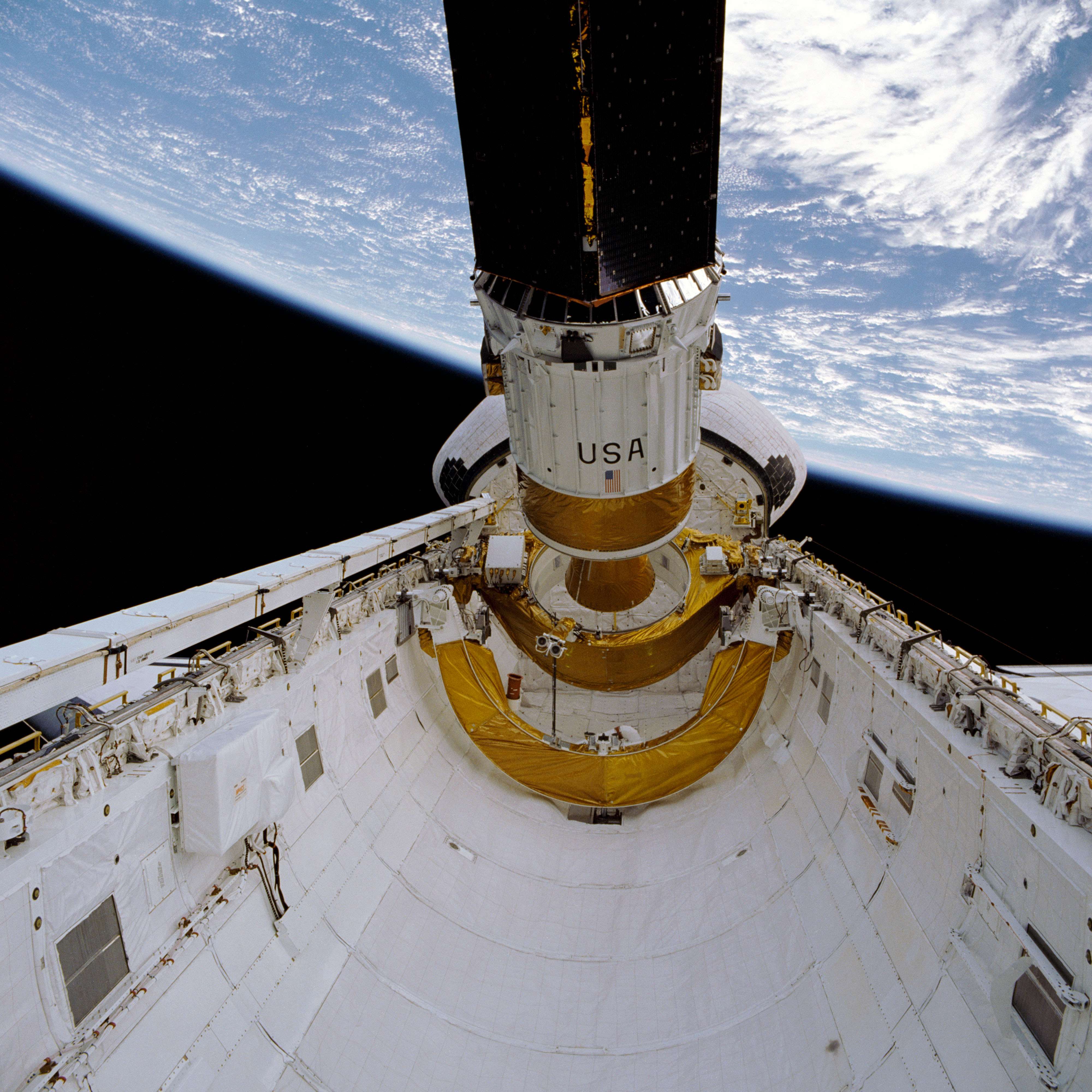
Розгортання супутника «TDRS-D».
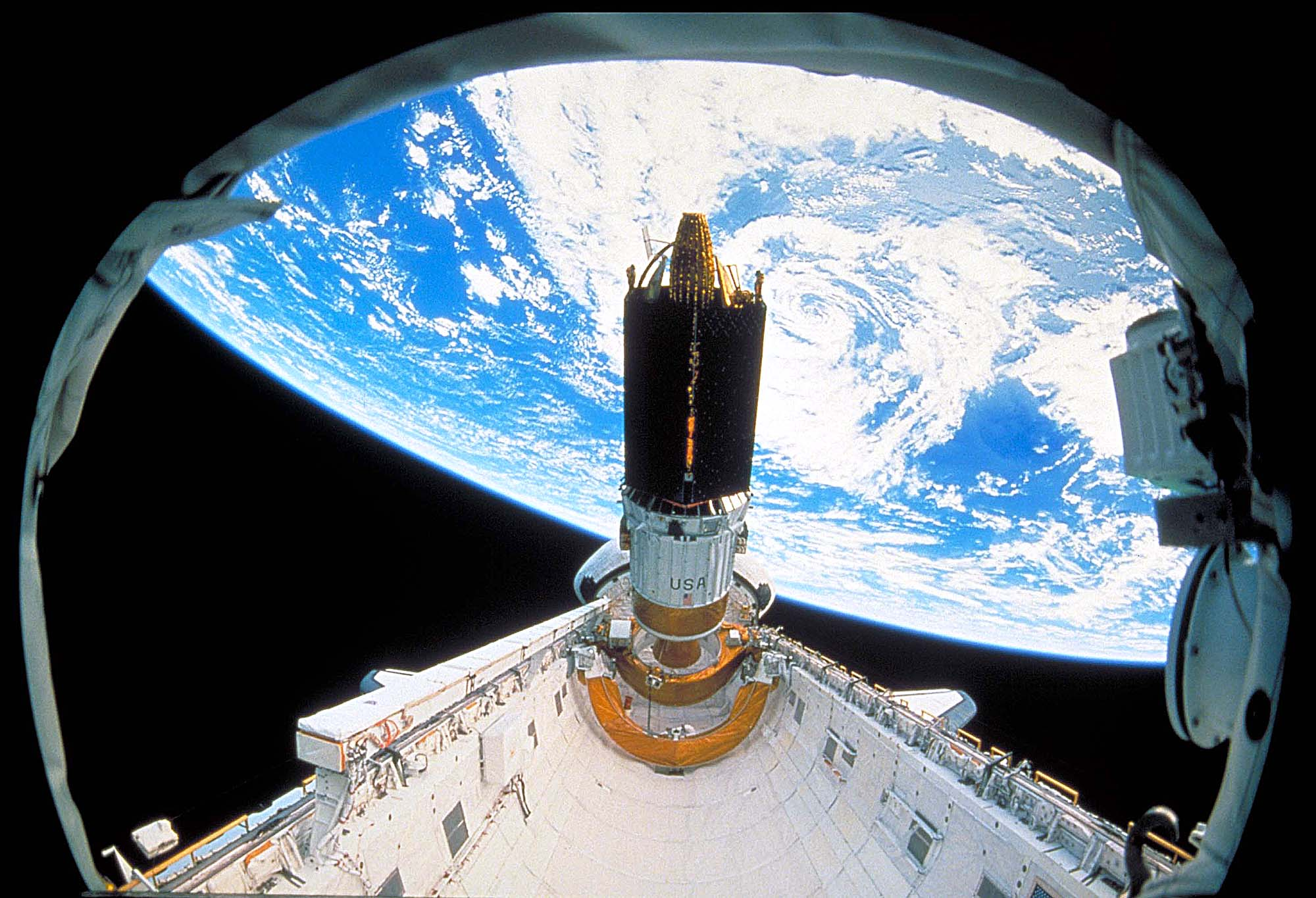
Супутник «TDRS-D».
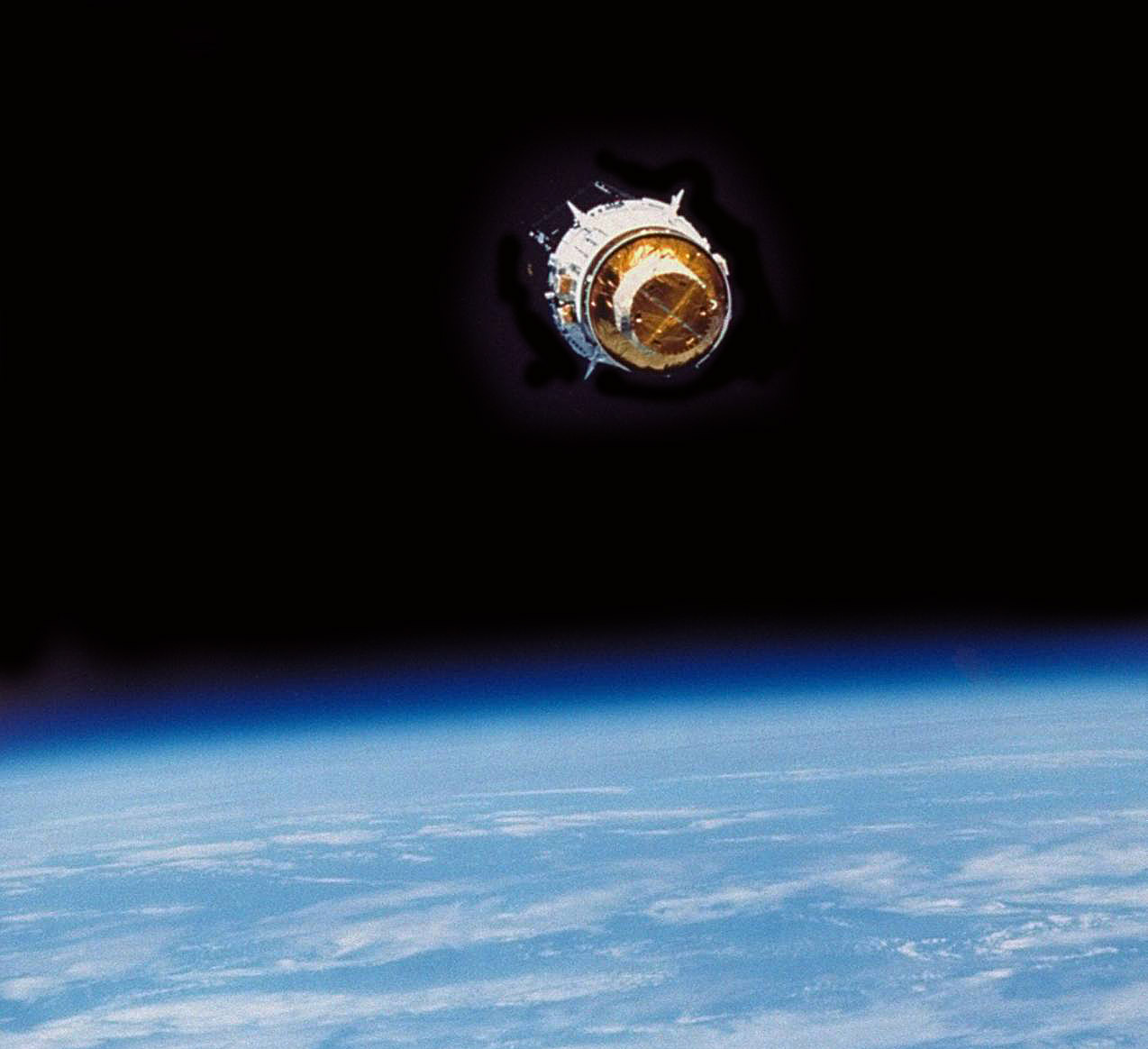
Супутник «TDRS-D».
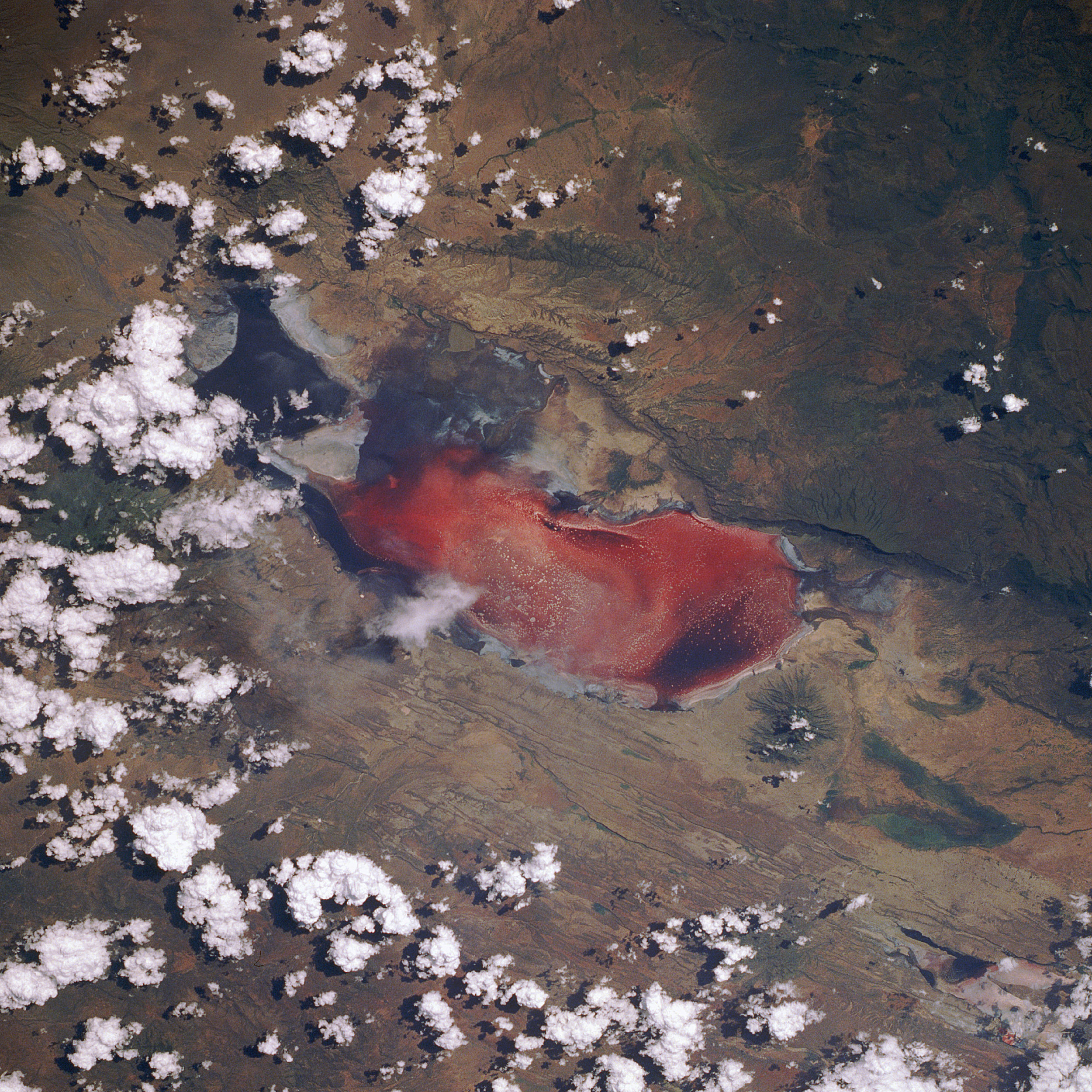
Натрон, Танзанія. Краєвид з орбіти.